# Dénervation

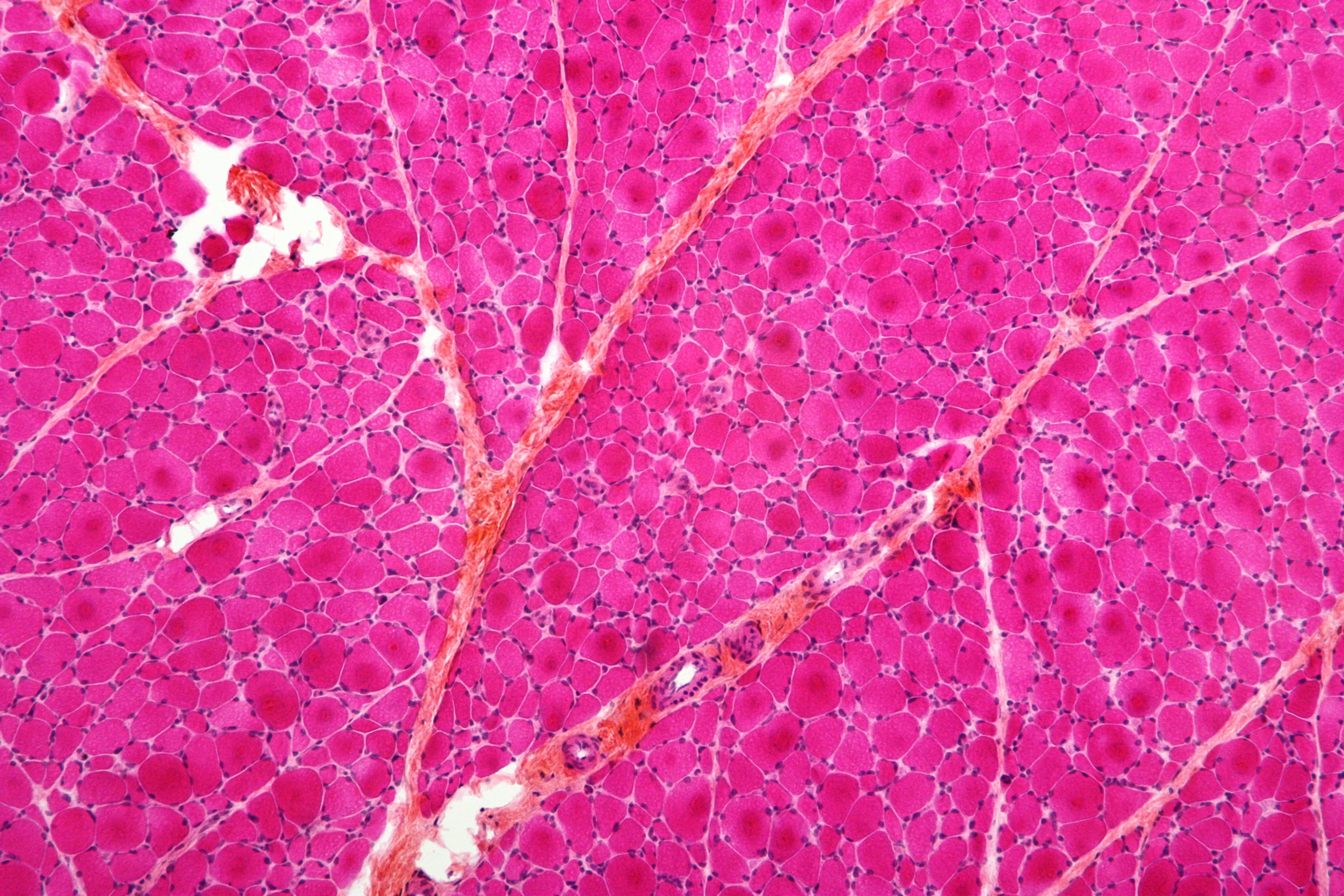
Cette image agrandie des fibres musculaires de type 2 montre une dénervation par atrophie (espaces blancs en haut à gauche et en bas au centre de l'image, montrant une perte de fibres nerveuses, entraînant ici une perte d'innervation des fibres musculaires.

La dénervation (perte neuronale) désigne toute perte d'innervation quelle qu'en soit la cause (effet d'un traumatisme physique, infectieux, ou une opération chirurgicale… Parfois elle reste inconnue). 
Si les nerfs perdus lors de la dénervation faisaient partie de la communication neuronale, avec une fonction spécifique et importante du corps, la dénervation peut altérer ou supprimer les fonctions physiologiques qui en dépendaient. Une dénervation peut avoir de nombreux effets secondaires nocifs, dont un risque accru d'infection et de dysfonctionnement tissulaire.

## Causes
La cause peut être une blessure, ou être le symptôme d'un trouble (SLA par exemple, ou élément de syndrome post-infectieux tel que le syndrome post-polio. 
Il peut aussi s'agir d'une technique chirurgicale visant à soulager des symptômes négatifs (ex. : dénervation rénale). 

### Blessures
La dénervation peut résulter de lésions nerveuses (dont les trois principaux types sont la neurapraxie, l'axonotmesis et la neurotmesis. 
Ces trois types de lésions se distinguent notamment par leurs gravités et le potentiel de récupération après les dommages. 
Dans le cerveau, après une blessure ayant endommagé certains nerfs, le cerveau a montré des capacités de recâblage ou de réorganisation des circuits neuronaux. Cette plasticité permet au cerveau de compenser la perte de communication neuronale résultant d'une blessure.
Certains animaux peuvent régénérer des organes et des nerfs. Chez l'homme le nerf olfactif présente une certaine capacité de régénération.

### Troubles
Les processus de dénervation a d'abord été associé aux symptômes observés dans le syndrome post-polio, caractérisé par un processus constant de dénervation et de réinnervation. Ce processus survient après une poliomyélite aiguë et entraîne une augmentation des aires motrices au fil du temps. Les aires des unités motrices augmentent rapidement jusqu'à un point où la réinnervation n'est plus possible, provoquant une dénervation non compensée des unités motrices qui entraîne une atrophie musculaire et une perte de force musculaire. À la suite d'un diagnostic d'infection aiguë par la poliomyélite, des symptômes tels que la fatigue, la faiblesse générale et la douleur seraient corrélés à la dénervation musculaire.
Comme le syndrome post-polio, la sclérose latérale amyotrophique présente  des symptômes similaires de dégénérescence des motoneurones entraînant une faiblesse générale et, dans certains cas, une paralysie, variables selon les zones du corps qui subissent la perte d'innervation. Ce processus de dénervation diffère du syndrome post-polio car la dégénérescence des motoneurones supérieurs et inférieurs et ne connaît pas de processus de réinnervation et de dénervation constants.

### Interventions chirurgicales
La dénervation est une procédure médicale visant à stopper l'apport d'influx nerveux à une zone spécifique du corps. Diverses procédures chirurgicales courantes impliquent la réduction intentionnelle de l'innervation pour traiter une variété de troubles.  
Exemple :
Dans la dénervation rénale, on utilise une radiofréquence ou des ultrasons pour retirer l'apport nerveux sympathique à la paroi du rein dans le but de réduire la pression artérielle et de traiter l'hypertension chronique. Cette méthode tend à être abandonnée en raison de nouvelles preuves suggérant que la pression artérielle n'est pas significativement réduite après la procédure.
La sympathectomie supprime chirurgicalement un ganglion sympathique pour traiter l'hyperhidrose ou la transpiration excessive.
La vagotomie, supprime chirurgicalement le nerf vague pour traiter l'ulcère peptique en réduisant l'acide gastrique.
La rhizotomie, retire des fibres nerveuses de la moelle épinière avec l'espoir d'éliminer certaines douleurs musculaires chroniques.

## Différences physiologiques
En ce qui concerne la dénervation pathologique des muscles squelettiques, il existe deux diagnostics distincts des neuropathies avec compression et compression ou les neuropathies sans compression. 
Les syndromes de piégeage et de neuropathie compressive surviennent en raison de la compression et/ou de la constriction à un emplacement spécifique pour un segment d'un seul nerf ou de plusieurs sites nerveux. Ce piégeage ou cette compression peuvent notamment être diagnostiqués par l'examen physique, un test électrodiagnostique et sur la base d'antécédents cliniques.
La dénervation, induit une atrophie musculaire et une dégénérescence du tissu musculaire squelettique affecté (perte de poids progressive des muscles dénervés en diminution de la taille et de la quantité des fibres musculaires ; avec ralentissement de la vitesse de contraction,  réduction de la tension développée et de la force de contraction.
Imagerie médicale : l'imagerie par résonance magnétique (IRM) et l'échographie à haute résolution (US) sont utilisées pour classer les différents diagnostics. L'échographie est avantageuse pour évaluer les résolutions des nerfs périphériques, alors que l'imagerie par résonance magnétique est plus sensible pour montrer les changements d'intensité du signal du muscle.
La dénervation affecte le processus d'activation musculaire induit par le développement et la propagation d'un potentiel d'action et la libération de calcium qui s'ensuit. On constate une augmentation avec la recapture du calcium en raison de changements dans la morphologie et la structure du réticulum sarcoplasmique. Il en résulte une diminution de l'amplitude et de la vitesse de conduction des impulsions avec une augmentation de la durée du pic musculaire.
Des études cliniques et expérimentales ont montré une augmentation de l'excitabilité musculaire par les courants électriques impliquant des actions chimiques, et une diminution de l'excitabilité au courant associée à l'induction électrique dans les muscles dénervés. Les modifications du potentiel de membrane au repos impliquant des muscles dénervés présentent une légère dépolarisation lorsqu'un stimulus de contraction musculaire est présent. Bien qu'il n'y ait pas de changement immédiat impliquant le potentiel de repos et d'action, il y a une augmentation avec la résistance de la membrane. Après une dénervation prolongée, le potentiel membranaire au repos au fil du temps se réduit, tandis que les potentiels d'action diminuent progressivement et deviennent plus lents. L'acétylcholine est un neurotransmetteur qui devient hypersensible en présence de muscles dénervés. Lors de l'injection d'acétylcholine, une réponse contractile plus lente, qui est considérablement sous le seuil du potentiel d'action, est déclenchée.

## Possibilités de réinnervation
Les muscles dénervés ont montré une certaine capacité de survie à la suite de périodes de dénervation ou dans le cas d'un nerf endommagé. 
Des expériences cliniques ont conclu que le nerf et sa capacité à fonctionner peuvent être maintenues s'il est stimulé électriquement peu de temps après la dénervation. 
La stimulation électrique fonctionnelle à domicile (via des électrodes placées sur la peau)[réf. nécessaire] pourrait sauver des muscles ayant subi une atrophie sévère à la suite d'une dénervation.
Prospective : pour les muscles ne pouvant pas être sauvés par stimulation électrique fonctionnelle à domicile, une étude italienne suggère que, dans le futur, les techniques suivantes pourraient être applicables : induction et  séparation des cellules myogéniques autologues, suivie d'une infiltration in vivo de marcaïne dans le tissu musculaire, qui pourrait ensuite être cultivé in vitro… ou par induction in vitro de tissu adipeux autologue suivie d'une sélection de cellules souches myogéniques qui peuvent être recréées in vivo. Les nouvelles cellules souches myogéniques autologues seront injectées, proliférées et différenciées en nouvelles fibres musculaires matures. Les propriétés fonctionnelles de ces fibres musculaires nouvellement créées seront induites via des électrodes de surface et un neuromodulateur externe.